# Dolní Huť
Dolní Huť (německy Unterhütten) je zaniklá osada na území obce Rybník v okrese Domažlice. Stávala v blízkosti česko-bavorské hranice, na levém břehu Černého potoka (Bayerische Schwarzbach) v bažinaté oblasti jejího přítoku. Po administrativní stránce spadala pod Švarcavu. Roku 1952 bylo území osady, ovšem již bez obyvatel, připojeno k obci Rybník.

## Historie
Osada byla založena Vidšpergáry okolo roku 1740 spolu se sklárnou, která ovšem nedlouho poté zanikla. V roce 1913 byly ve vesnici tři hostince, dva obchody a škola a mlýn. Před druhou světovou válkou je zde uváděno 50 domů, v nichž žilo 385 obyvatel, z toho 361 německé národnosti. Po válce a následném odsunu německého obyvatelstva nebyla dosídlena a počátkem padesátých let dvacátého století byla v souvislosti s vytvořením hraničního pásma srovnána se zemí. Dodnes je patrné jádro vesnice spolu s návesním rybníčkem. Jelikož se však nacházela v bažinatém terénu a v současnosti již nejsou přístupové cesty příliš patrné, je místo těžko přístupné.

## Obyvatelstvo
Při sčítání lidu v roce 1921 zde žilo 416 obyvatel, z toho jeden Čechoslovák, 409 obyvatel německé národnosti a šest cizozemců. Všichni obyvatelé se hlásili k římskokatolické církvi.
| Rok            | 1869 | 1880 | 1890 | 1900 | 1910 | 1921 | 1930 | 1950 |
| -------------- | ---- | ---- | ---- | ---- | ---- | ---- | ---- | ---- |
| Počet obyvatel | 416  | 413  | 423  | 442  | 428  | 416  | 385  | –    |
| Počet domů     | 35   | 35   | 39   | 42   | 42   | 45   | 50   | –    |